# Veranlagung (Steuerrecht)
Die Veranlagung ist im Steuerverfahrensrecht die Zusammenfassung von Ermittlungsverfahren (insb. die Abgabe einer Steuererklärung) und Festsetzungsverfahren. Das Steuerverfahren ist ein Verwaltungsverfahren, das in der Abgabenordnung (AO) geregelt ist.
Im Ermittlungsverfahren werden von der Finanzbehörde die Tatsachen ermittelt, aus denen sich die Besteuerung ergibt. Im Festsetzungsverfahren wird die konkrete Steuerschuld auf der Grundlage dieser Tatsachen bestimmt. Dies geschieht in der Regel durch Erlass eines Steuerbescheids.
Die weiteren nicht mehr zur Veranlagung gehörenden Verfahrensabschnitte sind das Erhebungsverfahren, in dem die Steuerschuld geltend gemacht wird, und das Vollstreckungsverfahren, in dem sie zwangsweise durchgesetzt wird.

## Übersicht
| 1. Ermittlungsverfahren (§§ 86 ff. AO)             | Veranlagung |
| 2. Festsetzungsverfahren (§§ 155 ff. AO)           | Veranlagung |
| 3. Erhebungsverfahren (§§ 218 ff. AO)              |             |
| 4. (evtl.) Vollstreckungsverfahren (§§ 249 ff. AO) |             |

## Einkommensteuer
Für die Einkommensteuer bestimmt § 2 Abs. 7 Einkommensteuergesetz (EStG), dass die Grundlagen für die Festsetzung jeweils für das Kalenderjahr ermittelt werden. Die §§ 25 ff. EStG enthalten Sonderregelungen über die Veranlagung bei der Einkommensteuer, insbesondere über die Ehegattenveranlagung. Nach § 46 EStG unterbleibt die Veranlagung in bestimmten Fällen, z. B. wenn der Steuerpflichtige lediglich Einkünfte aus nichtselbständiger Arbeit hat. Im Einkommensteuerrecht werden folgende Veranlagungsarten unterschieden:
- Einzelveranlagung (als grundsätzliche Veranlagungsart des Einkommensteuerrechts)
- Ehegatten-Veranlagung (§ 26 EStG), nach der Ehegatten, die nicht dauernd getrennt leben, wählen können zwischen
  - Einzelveranlagung von Ehegatten (§ 26a EStG) (bis 2012: Getrennte Veranlagung)
  - Zusammenveranlagung (§ 26b EStG).

## Schweiz
Das steuerrechtliche Veranlagungsverfahren umfasst in der Schweiz im Wesentlichen die Feststellung der Steuerbemessungs-Grundlagen und die Berechnung des Steuerbetrages. Es erfolgt behördlich auf der Grundlage der Steuererklärung der Steuerpflichtigen.